# Tiwanaku

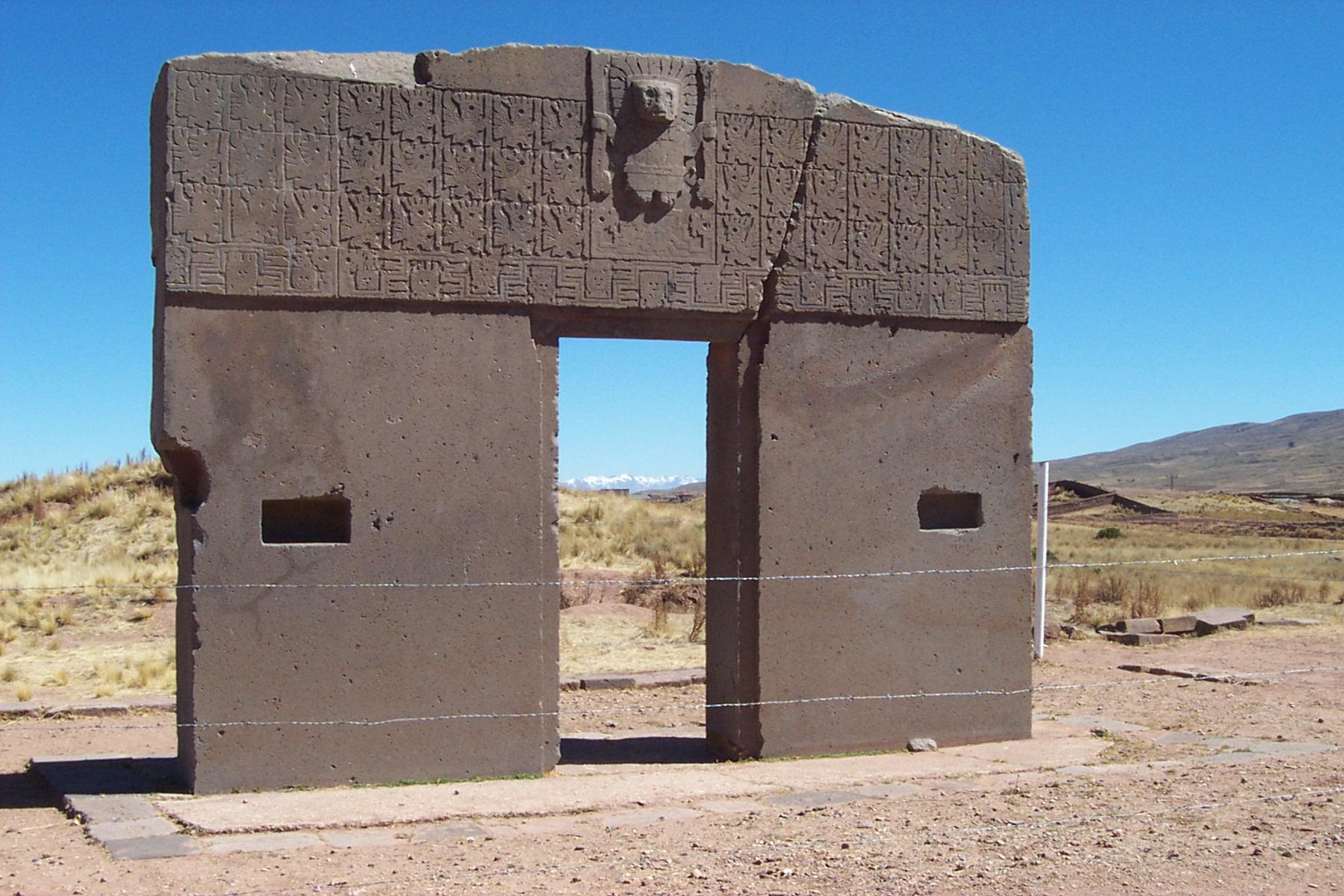
"Poarta Soarelui"

Tiwanaku (pronunțat în limba spaniolă Tiahuanaco sau Tiahuanacu) este centrul spiritual și politic al culturii numite tot Tiwanaku. Este o zonă arheologică importantă, pre-columbiană, situată în Bolivia de Vest. Tiwanaku este recunoscut de erudiții din zona Anzilor Cordilieri (andeani) ca unul dintre cei mai importanți precursori ai Imperiului Inca. Numele după care Tiwanaku era cunoscut localnicilor s-a pierdut, având în vedere că Tiwanaku nu avea limbă scrisă.

## Arhitectura și arta
Arhitectura monumentală a centrului Tiwanaku este caracterizată de pietre mari făcute de oameni într-un mod excepțional. În contrast cu stilul zidăriei incașe de mai târziu, arhitectura Tiwanaku se bazează în general pe o construcție dreptunghiulară, iar structurile monumentale aveau în cele mai multe cazuri sisteme de canalizare complicate. Blocurile erau plasate cu mare precizie și erau aduse împreună de bare de cupru în formă de “I”, care erau tăiate în blocurile de piatră. Blocurile aveau fețe plate care nu aveau nevoie să fie plasate direct unde trebuia, deoarece se foloseau șanțuri care făceau posibilă tragerea lor cu ajutorul frânghiilor.
Cea mai mare atracție a arhitecturii o reprezintă imaginile gravate pe blocuri împreună cu ușile gravate și monoliții giganți. Pietrele folosite pentru a construi Tiwanaku erau pregătite și transportate 40 km sau chiar mai mult spre oraș.
Clădirile care au fost escavate includ: Akapana, Akapana de Est, platformele din Pumapunku, împrejurimile din Kalasasaya și Putuni, precum și Templul Subteran. Unele structuri se pot vizita în cadrul turismului modern.

### Akapana
Este cea mai mare platformă, măsurând 200 metri pe fiecare latură; are 17 metri înălțime, iar cele mai grele construcții cântăresc peste 100 de tone.

### Pumapunku
Este o altă platformă făcută de oameni, construită pe axa vest-est ca și Akapana. Principala diferență între ea și alte structuri din oraș este construcția în forma “T”. Măsoară 150 de metri pe fiecare latură și are o înălțime de 5 metri. Cel mai greu bloc de piatră cântărește 131 de tone și a fost adus de la 10 km depărtare.

### Kalasasaya
Este o curte întinsă de aproape 100 de metri, delimitată de o poartă înaltă. Este așezată la nordul Akapana-ei și la vest de templul semisubteran.

### Poarta Soarelui
Este o poartă de piatră construită de cultura Tiwanaku. Este localizată aproape de Lacul Titicaca și situată la 3.825 m deasupra nivelului mării în La Paz, Bolivia. Poarta Soarelui are o înălțime de aproape 3 metri și lățimea de 4 metri. A fost inițial construită dintr-o singură piatră. Greutatea este estimată la 10 tone. Când piatra a fost găsită era răsturnată cu fața spre pământ și avea o mare gaură. Este situată în locul în care a fost găsită, însă se crede că acesta nu a fost locul inițial. Poarta Soarelui este un monument valoros în istoria artei. O parte din elementele iconografiei s-au răspândit spre Peru și alte părți din Bolivia. Gravurile care decorează poarta au conotații astronomice. Au existat nenumărate interpretări ale inscripțiilor de pe Poarta Soarelui; se crede că multe dintre aceste inscripții au fost folosite drept calendar.

## Religia
Numele religiei Tiwanaku nu se cunoaște pentru că nu exista o limbă scrisă. Totuși, ceea ce se cunoaște este că mulți dintre zeii venerați de oamenii din Tiwanaku se centrau în jurul agriculturii.
Miturile lor au fost transmise incașilor și spaniolilor care au cucerit acea parte din America de Sud. Venerau mulți zei, astfel unul dintre cei mai importanți era Viracocha, zeul acțiunii, formator și distrugător al multor lumi. Cu ajutorul a doi servitori, acesta a creat chiar oameni dintr-o mare stâncă. Apoi a trasat secțiuni pe stâncă și a trimis servitorii să numească triburile din acea zonă. Cei din Tiwanaku credeau că Viracocha a creat giganți pentru a muta stâncile masive care aparțin de istoria lor, dar apoi el a devenit nefericit din cauza giganților și a stârnit un potop pentru a-i distruge.